# Gastonia (Carolina del Norte)
Gastonia es una ciudad ubicada en el condado de Gaston en el estado estadounidense de Carolina del Norte. Es sede del condado de Gaston. La localidad en el año 2010, tenía una población de 71 059 habitantes en una superficie de 120 km², con una densidad poblacional de 556 personas por km². Se encuentra al centro-sur del estado, cerca del límite con Carolina del Sur y de la ribera derecha del río Catawba.

## Geografía

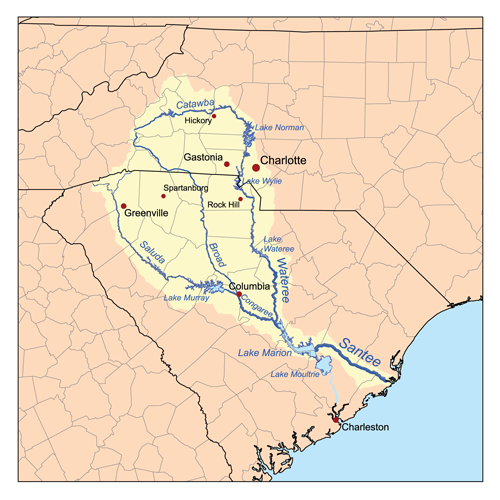
Ubicación de Gastonia en un mapa de la cuenca del rio Santee

Según la Oficina del Censo, la localidad tiene un área total de 119,8 km² (46,3 mi²), de la cual 119,3 km² (46,1 mi²) es tierra y 0,5 km² (0,2 mi²) (0.43%) es agua. Ocupa el 13% de la superficie total del Condado de Gaston.

### Localidades adyacentes
El siguiente diagrama muestra a las localidades en un radio de 12 kilómetros (7,5 mi) de Gastonia.

## Demografía
En el 2008 la renta per cápita promedia del hogar era de $36.924, y el ingreso promedio para una familia era de $44.873. El ingreso per cápita para la localidad era de $19.592. En 2000 los hombres tenían un ingreso per cápita de $33.215 contra $24.173 para las mujeres. Alrededor del 11.80% de la población estaba bajo el umbral de pobreza nacional.